# Allognosta partita
Allognosta partita är en tvåvingeart som beskrevs av Günther Enderlein 1921. Allognosta partita ingår i släktet Allognosta och familjen vapenflugor. Inga underarter finns listade i Catalogue of Life.